# Berghia stephanieae
Berghia stephanieae is een slakkensoort uit de familie van de vlokslakken (Aeolidiidae). De wetenschappelijke naam van de soort werd in 2005 als Aeolidiella stephanieae door Á. Valdés gepubliceerd.

## Beschrijving
Het lichaam van deze zeenaaktslak is meestal wit tot beige en wordt donkerder met de hoeveelheid gegeten Aiptasia, omdat het voedsel wordt opgeslagen in de buitenste cerata. Deze cerata kunnen worden afgeworpen als verdediging wanneer ze worden aangevallen door potentiële roofdieren. De totale lichaamslengte van een volwassen slak kan oplopen tot 3 cm, met de achterkant goed voor 1 cm, wat erg dun is en niet direct herkenbaar. De slak is voornamelijk 's nachts actief. Gedurende de dag verstopt zich het liefst in donkere gebieden met weinig stroming.

## Verspreiding
Het verspreidingsgebied van deze soort is van het meest noordelijke punt 25,7° N, tot de meest zuidelijke 25,09° N, en van de meest westelijke 80,44° W, tot de meest oostelijke 80,2° W. Dit is een van de meest verkochte zeenaaktslakken in de zeeaquariumhandel in Noord-Amerika, omdat het wordt gebruikt om de zeeanemoon Aiptasia te bestrijden.,